# 1566
1566. је била проста година.

## Догађаји

### Април
- 5. април — Конвент племића у Хабзбуршкој Низоземској је предало гувернеру Маргарети од Парме петицију којом је тражено да се суспендује Шпанска инквизиција у Низоземској.

### Мај
- 2. мај — Шкотски свештеник Џон Нокс се вратио у Шкотску из изгнанства да води Шкотску реформацију.

### Септембар
- 8. септембар — Османслијска војска под вођством султана Сулејмана Величанственог поразила је хазбуршку војску под командом бана Николе Шубића Зринског у бици код Сигета.

## Смрти

### Фебруар
- 7. септембар — Сулејман Величанствени, османски султан